# Festuca indigesta
Festuca indigesta é uma espécie de planta com flor pertencente à família Poaceae. 
A autoridade científica da espécie é Boiss., tendo sido publicada em Elenchus Plantarum Novarum 91. 1838.

## Portugal
Trata-se de uma espécie presente no território português, nomeadamente em Portugal Continental.
Em termos de naturalidade é nativa da região atrás indicada.

## Protecção
Não se encontra protegida por legislação portuguesa ou da Comunidade Europeia.